# Xysticus insulicola
Xysticus insulicola är en spindelart som beskrevs av Friedrich Wilhelm Bösenberg och Embrik Strand 1906. Xysticus insulicola ingår i släktet Xysticus och familjen krabbspindlar. Inga underarter finns listade i Catalogue of Life.